# Disszociáció (kémia)
A disszociáció egy kémiai reakció típus, melyben egy vegyület más vegyületekre bomlik (atomokra, ionokra, vagy gyökökre).

## Termikus disszociáció
A „termikus disszociáció” hő hatására végbemenő disszociáció. Például nitrogén-dioxid alacsony hőmérsékleteken színtelen N2O4 dimer formában található meg, de hő hatására disszociál színtelen NO2 gyökké. Amikor csökken a hőmérséklet újra létrejön az N2O4 dimer.
N2O4 (g) ⇌ 2NO2 (g)

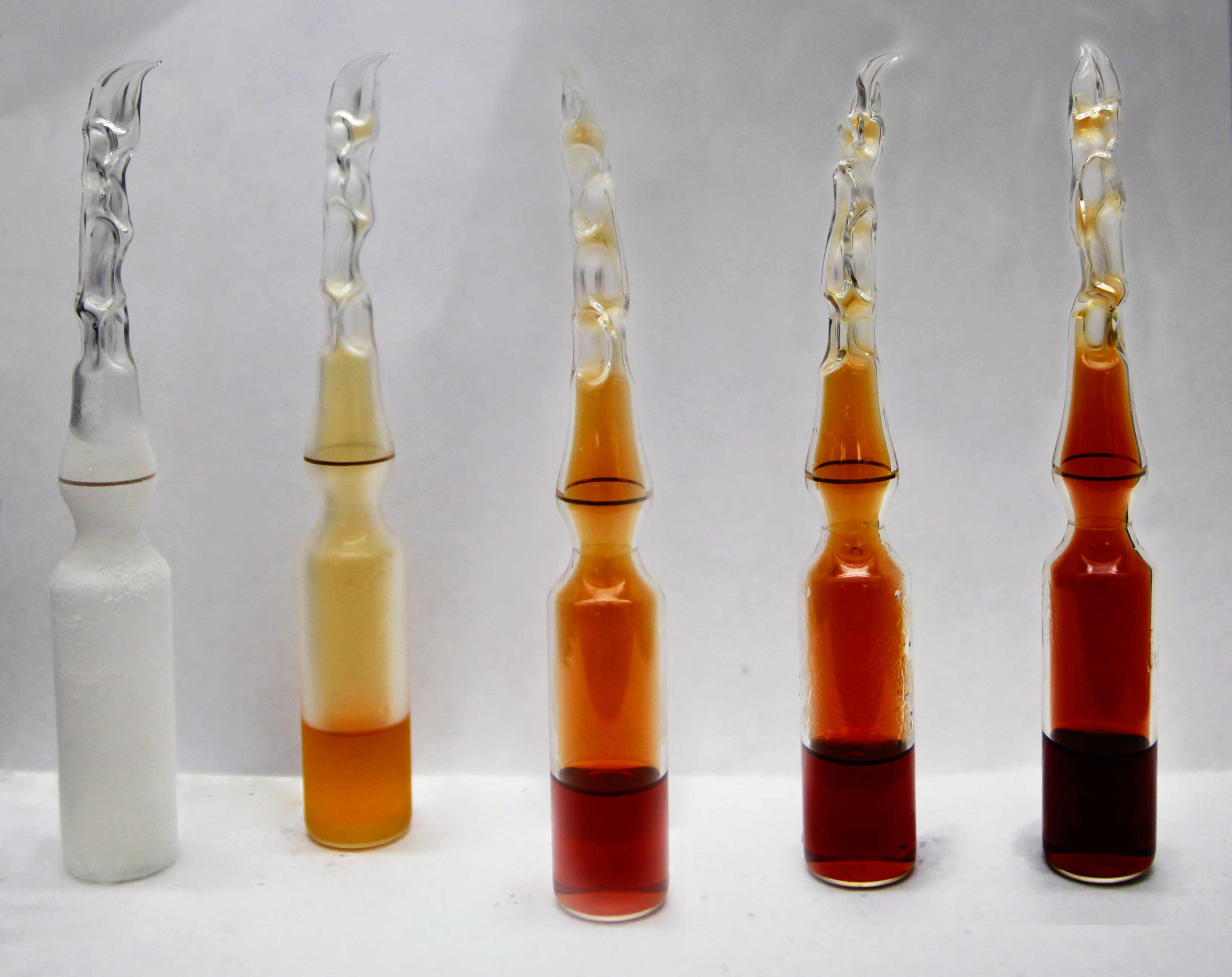
Nitrogén-dioxid különböző hőmérsékleteken

## Savak ionizációja
A savak vízben ionizálnak. Ez azt jelenti, hogy hidrogénkationjukat leadják a vízmolekuláknak. Ilyenkor savmaradék anion és oxóniumion keletkezik.
Általánosan egy sav disszociációja felírható az alábbi módon, ahol „A” a savmaradékot jelöli:
HA (aq) + H2O ⇌ A- + H3O+
Például a sósav (egy erős sav) disszociációja:
HCl + H2O ⇌ Cl− + H3O+
Az ecetsav (egy gyenge sav) disszociációja:
CH3COOH + H2O ⇌ CH3COO- + H3O+
A (gyenge) savak disszociációja leírható a sav disszociációs állandójával (Ka), ami megfelel a fentebb leírt disszociációs reakció egyensúlyi állandójának. Az alábbi egyenlet leírja a disszociációs állandó definícióját. Mivel víz az oldószer, az aktivitása egyenlő eggyel ([H2O] = 1). Például az ecetsav disszociációs állandója 1,7·10−5.
{\displaystyle K_{a}=\mathrm {\frac {[H_{3}O^{+}][A^{-}]}{[HA][H_{2}O]}} =\mathrm {\frac {[H_{3}O^{+}][A^{-}]}{[HA]}} }

## Komplexek disszociációja
Egy komplex vegyület disszociálhat az ezt alkotó középponti atom és ligandumokra. Tegyük fel, hogy a központi atom M és egy ligandum L egy komplex vegyületet alkotnak. A disszociációs reakció és állandó egy ilyen vegyületre felírható a következő formában:
ML ⇌ M + L
{\displaystyle K_{d}=\mathrm {\frac {[M][L]}{[ML]}} }
Több ligandum esetén a disszociációs állandó felírható minden „lépésre” (Kd1, Kd2, Kd3, … a különböző MLn ⇌ MLn−1 + L reakciókra).